# Jesika Malečková
Jesika Malečková (Hořovice, 16 de agosto de 1994) es una tenista checa.

## Carrera
Malečková debutó en el WTA Tour en el 250 de Katowice 2016, donde perdió en primera ronda contra Tímea Babos. En 2022 disputó el 250 de Budapest, pero perdió contra Anna Bondár en primera ronda. Participó en el 125 de Budapest en singles y dobles. En singles perdió en primera ronda contra Mayar Sherif. En dobles participó junto a Renata Voráčová, donde derrotó en primera ronda a Elixane Lechemia y Julia Lohoff, en cuartos de final a Adrienn Nagy y Amarissa Tóth, en semifinales a Tímea Babos y Tamara Zidanšek y perdió en la final contra Anna Bondár y Kimberley Zimmermann.
En 2025 disputó en el 125 de Antayla junto a Miriam Škoch. En primera ronda vencieron a Madeleine Brooks y Freya Christie, en cuartos de final a Yvonne Cavallé Reimers y Angelica Moratelli, en semifinales a Amina Anshba y Elena Pridankina, pero perdió en final contra Maja Chwalińska y Anastasia Dețiuc.